# 头花象牙参
头花象牙参（学名：Roscoea capitata）为姜科象牙参属下的一个种。它主要分佈於我中國西藏吉隆、聂拉木以及尼泊尔等地海拔2300-2400米的地方。